# Tor di Quinto (Suburbio)
Koordinaten: 41° 58′ N, 12° 28′ O

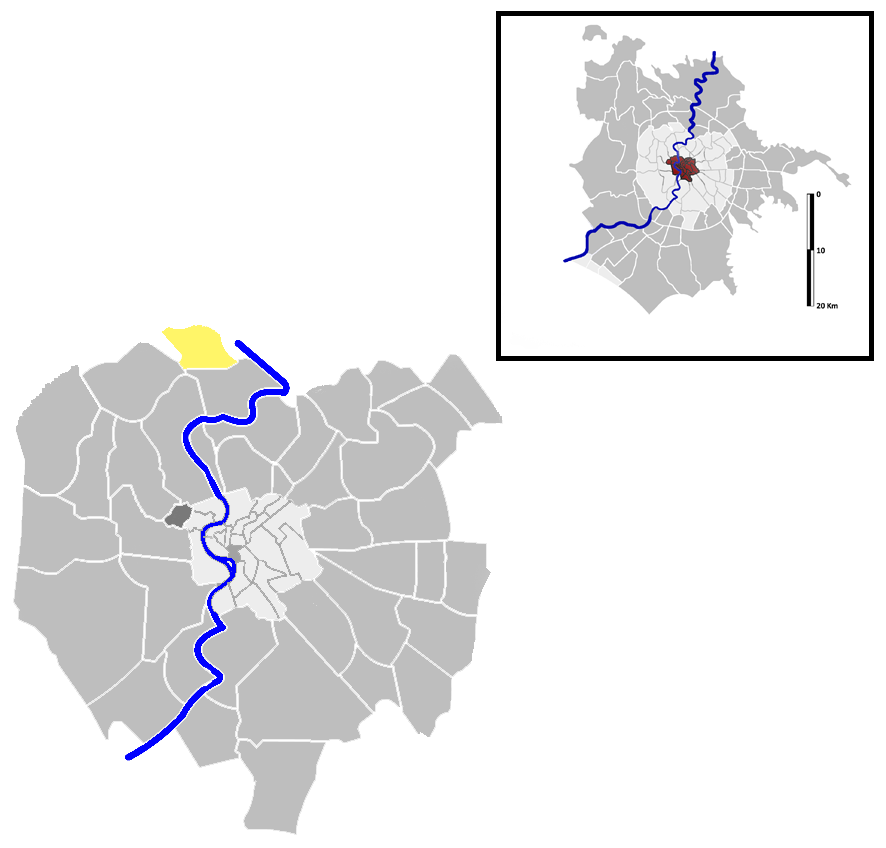
Lage des Suburbi in Rom

Tor di Quinto ist ein Suburbio (Vorstadt) der italienischen Hauptstadt Rom. In der Verwaltung wird er mit S. I abgekürzt und gehört zum Municipio XV. Er liegt im Norden der Stadt Rom, hatte 2016 4444 Einwohner und hat eine Fläche von 3,2693 km². Das Gebiet deckt sich zum größten Teil mit der zona urbanistica 20.e Grotta Rossa Ovest mit 10,83 km² und 2612 Einwohner im Jahre 2015.
Er grenzt im Westen und Osten an die Z.LIII Tomba di Nerone, im Osten an die Z. LVI Grottarossa und im Süden an das Quartier Q. XVIII Tor di Quinto. Er erstreckt sich entlang der Via Cassia zwischen dem Bach Acqua Traversa und der Via dei Due Ponti.

## Geschichte
Der Name der Vorstadt leitet sich von einem mittelalterlichen Wachturm am fünften Meilenstein der Via Flaminia her. Seine Ruine befindet sich heute an der Viale di Tor di Quinto, Ecke Via Caprilli.
Der Suburbio wurde offiziell am 1. März 1954 mit dem gleichnamigen Quartier durch Teilung des bisherigen Suburbio S.I Parioli gegründet.

## Sehenswürdigkeiten
- Villa Ronconi an der Via Cassia, aus dem 19. Jahrhundert 41° 57′ 46,6″ N, 12° 27′ 0,6″ O
- Cappella di Villa Ronconi, an der Via Cassia, aus dem 19. Jahrhundert 41° 58′ N, 12° 27′ O
- Santa Rosa da Viterbo, an der via Santa Giovanna Elisabetta, errichtet 1922–1925